# East Los Angeles Interchange
La East Los Angeles Interchange es la autovía de intercambio más transitada del mundo. Durante el tiempo de su construcción en los años 1960s era considerada como una maravilla de ingeniería civil.  Localizada  a una milla (1.6 km) al este del centro de Los Ángeles, California a lo largo del banco este del Río Los Ángeles, la autovía se compone de seis segmentos de autovías. El número real de autopistas que interceptan en esta autovía son cuatro:
- I 5  (Autovía Golden State)   / (Autovía Santa Ana) – Sacramento, Santa Ana
- I 10  (Autovía San Bernardino)   / (Autovía Santa Monica) – San Bernardino, Santa Mónica
- SR 60 Este (Autovía Ponoma)   – Pomona
- US 101 Norte (Autovía Santa Ana)   / (Autovía Hollywood) – Los Angeles Civic Center